# Yusuf ibn Abd al-Rahman al-Fihri
Yūsuf ibn ʿAbd al-Raḥmān al-Fihrī (in arabo يوسف بن عبد الرحمن الفهري‎?; Qayrawān, 691 – Toledo, 759) fu wālī di al-Andalus dal 746 al 756.

## Origine
Secondo la Histoire de la conquête de l'Espagne par les Musulmans era figlio di ʿAbd al-Raḥmān ibn Qaḥṭān al-Fihrī, discendente di ʿUqba ibn Nāfiʿ al-Fihrī, il conquistatore della Provincia romana d'Africa (la futura Ifrīqiya), strappata ai Bizantini e fondatore di Qayrawān, come conferma il Diccionario biográfico español, Real Academia de la Historia.

La penisola iberica, durante il mandato di Yusuf ibn Abd al-Rahman al-Fihri

## Biografia
Fu l'ultimo wālī alle dipendenze (formali) del califfo omayyade di Damasco e succedette a Thuwāba ibn Salāma al-Judhʿāmī, che, come riporta lo storico Rafael Altamira, durante la guerra civile che opponeva i siriani agli yemeniti, aveva a sua volta sostituito Abū l-Khaṭṭār al-Ḥuṣām ibn Dirār al-Kalbī, nominato dal wālī di Qayrawān, Handhala ibn Safwan al-Kalbi (che nel 745 aveva abbandonato l'Ifriqīya). La conseguenza fu che al-Andalus si rese praticamente indipendente dal wālī di Ifrīqiya e conseguentemente dal califfo di Damasco; indipendenza che si accentuò nel 750, quando la famiglia degli Omayyadi fu massacrata dai partigiani della famiglia dagli Abbasidi, che la sostituirono sul trono del califfato di Damasco.

Durante la guerra, dopo la morte di Thuwaba, Yūsuf, fu nominato wali di al-Andalus (come riporta la Histoire de la conquête de l'Espagne par les Musulmans, divenendo l'ultimo wālī alle dipendenze (formali) dell'ultimo califfo omayyade di Damasco, Marwān II ibn Muḥammad ibn Marwān.

Comunque, nel 750, la guerra civile terminò.
Nel 753, era arrivato in Ifrīqiya ʿAbd al-Raḥmān I ibn Muʿāwiya (figlio di una donna berbera), uno dei pochi omayyadi sopravvissuti al massacro della sua famiglia, operato dagli Abbasidi.
In quello stesso periodo, Yusuf dovette reprimere diverse ribellioni, come riporta la Histoire de l'Afrique et de l'Espagne; inoltre secondo 
La web de las biografias, dopo aver fatto una spedizione militare in Galizia, subì la perdita di diverse città, tra cui Lugo, Porto, Salamanca, Avila e Segovia da parte di Alfonso I delle Asturie; il rafforzamento di Alfonso I viene confermato anche da Spagna musulmana e Portogallo: una storia politica di al-Andalus.
Nel 755, ʿAbd al-Raḥmān, che nel frattempo, tramite i suoi emissari, si era alleato alla fazione araba yemenita, cercò invano di accordarsi con la famiglia dei Banu Qasi, che governava Saragozza per poter scalzare la dinastia dei Fihrī. Nello stesso anno, ʿAbd al-Raḥmān, sbarcò a Almuñécar, si stabilì in un castello sui monti Rayya (Malaga) e si proclamò emiro di al-Andalus. Queste notizie impressionarono Yusuf, che avrebbe voluto attaccare subito il pretendente, ma la diserzione di buona parte del suo esercito, riluttante a combattere nella zona montagnosa di Rayya (Malaga) al sopraggiungere dell'inverno, lo convinsero ad aprire dei negoziati con ʿAbd al-Raḥmān: dove gli prometteva la mano di sua figlia, una ricchissima dote, molte terre e molti altri doni; gli Omayyadi erano sul punto di accettare e la lettera di risposta doveva essere redatta da Ubaid Allah, che ebbe un diverbio con uno dei messi di Yusuf, un rinnegato spagnolo di nome Khalid, che portò alla rottura dei negoziati
L'anno seguente, nel marzo (756), ʿAbd al-Raḥmān e i suoi alleati yemeniti entrarono in Siviglia e si avviarono verso Cordova sulla riva sinistra del Guadalquivir, mentre Yusuf lo seguiva sulla riva destra. Giunto a Mosara, ʿAbd al-Raḥmān, decise di dare battaglia, attraversò il fiume, e cogliendolo di sorpresa, sconfisse Yūsuf e i suoi alleati (tra cui i Banū Qasī), nella battaglia di al-Musara. ʿAbd al-Raḥmān non permise il saccheggio del campo nemico e trattò con magnanimità la famiglia di Yusuf; nel maggio 756, dopo difficili negoziati, Yusuf riconobbe emiro di al-Andalus ʿAbd al-Raḥmān, che entrò in Cordova e fu riconosciuto emiro di al-Andalus, dalla maggior parte dei maggiorenti del regno.
Secondo la Spagna musulmana e Portogallo: una storia politica di al-Andalus Yusuf, che era stato ben accettato alla corte di ʿAbd al-Raḥmān, mal sopportava la situazione, e, molto presto, si trasferì a Merida, da dove iniziò delle sollevazioni contro il nuovo emiro di al-Andalus, ma, nel 759 fu sconfitto a Toledo e morì in battaglia.

### Fonti primarie
- (FR)  Histoire de la conquête de l'Espagne par les Musulmans
- (FR)  #ES Histoire de l'Afrique et de l'Espagne
- (EN)  #ES Spagna musulmana e Portogallo: una storia politica di al-Andalus

### Letteratura storiografica
- Rafael Altamira, "Il califfato occidentale", in Storia del mondo medievale, vol. II, 1999, pp. 477–515